# سیارک ۹۱۵

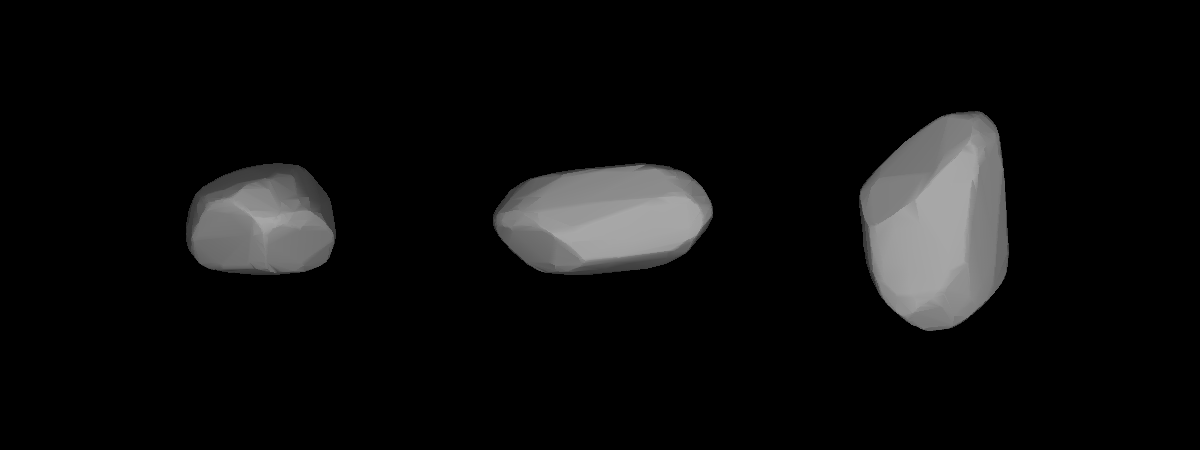
اشکال سیارک

سیارک ۹۱۵ (به انگلیسی: 915 Cosette، نامگذاری:1918b) نهصد و پانزدهمین سیارک کشف شده‌است که در ۱۴ دسامبر ۱۹۱۸ و در الجزیره کشف شد.
قدر مطلق سیارک برابر ۱۱٫۷۰ است.